# العلاقات الفلبينية الإيرانية
العلاقات الفلبينية الإيرانية هي العلاقات الثنائية التي تجمع بين الفلبين وإيران.

## مقارنة بين البلدين
هذه مقارنة عامة ومرجعية للدولتين:
| وجه المقارنة                                              | الفلبين                       | إيران                    |
| --------------------------------------------------------- | ----------------------------- | ------------------------ |
| المساحة (كم2)                                             | 343.45 ألف                    | 1.65 مليون               |
| عدد السكان (نسمة)                                         | 104.92 مليون                  | 79.97 مليون              |
| الكثافة السكانية (ن./كم²)                                 | 305.49                        | 48.47                    |
| العاصمة                                                   | مانيلا                        | طهران                    |
| اللغة الرسمية                                             | اللغة الفلبينية، لغة إنجليزية | لغة فارسية               |
| العملة                                                    | بيسو فلبيني                   | ريال إيراني              |
| الناتج المحلي الإجمالي (بليون دولار)                      | 313.60 مليار                  | 439.51 مليار             |
| الناتج المحلي الإجمالي (تعادل القوة الشرائية) بليون دولار | 743.90 مليار                  | 1.36 تريليون             |
| الناتج المحلي الإجمالي الاسمي للفرد دولار أمريكي          | 2.90 ألف                      |                          |
| الناتج المحلي الإجمالي للفرد دولار أمريكي                 | 7.39 ألف                      |                          |
| مؤشر التنمية البشرية                                      | 0.668                         | 0.766                    |
| رمز المكالمات الدولي                                      | +63                           | +98                      |
| رمز الإنترنت                                              | .ph                           | .ir،                     |
| المنطقة الزمنية                                           | توقيت الفلبين                 | ت ع م+03:30، توقيت إيران |

## مدن متوأمة
في ما يلي قائمة باتفاقيات التوأمة بين مدن فلبينية وإيرانية:
- ترتبط مانيلا مع طهران باتفاقية توأمة منذ 1966.[16][16][16]

## منظمات دولية مشتركة
يشترك البلدان في عضوية مجموعة من المنظمات الدولية، منها:
| علم المنظمة | اسم المنظمة                        | تاريخ انضمام الفلبين | تاريخ انضمام إيران |
| ----------- | ---------------------------------- | -------------------- | ------------------ |
|             | مؤسسة التنمية الدولية              | 28 أكتوبر 1960       | 10 أكتوبر 1960     |
|             | يونسكو                             | 21 نوفمبر 1946       | 6 سبتمبر 1948      |
|             | وكالة ضمان الاستثمار متعدد الأطراف | 8 فبراير 1994        | 15 ديسمبر 2003     |
|             | الأمم المتحدة                      | 24 أكتوبر 1945       | 24 أكتوبر 1945     |
|             | الفريق المعني برصد الأرض           | ?                    | ?                  |
|             | الاتحاد البريدي العالمي            | ?                    | ?                  |
|             | البنك الدولي للإنشاء والتعمير      | 27 ديسمبر 1945       | 29 ديسمبر 1945     |
|             | المنظمة الهيدروغرافية الدولية      | ?                    | ?                  |
|             | منظمة حظر الأسلحة الكيميائية       | ?                    | ?                  |
|             | مؤسسة التمويل الدولية              | 12 أغسطس 1957        | 28 ديسمبر 1956     |
|             | منظمة الشرطة الجنائية الدولية      | ?                    | ?                  |

## أعلام
هذه قائمة لبعض الشخصيات التي تربطها علاقات بالبلدين:
- أميد نظري (لاعب كرة قدم إيراني، 29 أبريل 1991[27] – )
- أمين نازاري (لاعب كرة قدم سويدي، 26 أبريل 1993[28] – )
- ميثاق بهادران (10 يناير 1987[29] – )

## وصلات خارجية
- موقع وزارة الخارجية الفلبينية
- موقع وزارة الخارجية الإيرانية